# S/2003 J 19
S/2003 J 19 er en af planeten Jupiters måner: Den blev opdaget 6. februar 2003 af et hold astronomer fra Hawaiis Universitet under ledelse af Brett J. Gladman. Den Internationale Astronomiske Union har endnu ikke formelt vedtaget et navn til denne måne, men jupitermåner der som denne har retrograd omløb, dvs. de populært sagt kredser "den gale vej" omkring Jupiter, får altid navne der ender på bogstavet e.
S/2003 J 19 udgør sammen med 16 andre Jupiter-måner den såkaldte Carme-gruppe, som har næsten ens omløbsbaner omkring Jupiter. Gruppen har navn efter Carme, som er et af dens medlemmer.
| Naturvidenskab | Spire Denne naturvidenskabsartikel er en spire som bør udbygges. Du er velkommen til at hjælpe Wikipedia ved at udvide den. |